# Callesen Motor
Callesen Motor, hed oprindeligt Maskinfabrikken Heinrich Callesens, nu Aabenraa Motorfabrik Heinrich Callesen A/S.
I 1898 grundlagde Johan Heinrich Callesen sammen med faderen Peter Callesen en motorfabrik.
Den berømte og pålidelige Callesen-motor sad nu i mange danske kuttere.
Bukh A/S som tidligere hed Aabenraa Maskinfabrik blev senere overtaget af A.P. Møller - Mærsk.